# ¿Qué tal?
Albums de Juliette
Juliette
(1987) Irrésistible
(1993)
¿Qué tal? est le deuxième album live de l'auteur-compositrice-interprète française Juliette, sorti en 1991 sur le label indépendant Le Rideau Bouge,.

## Genèse
Après avoir enregistré un concert donné au Théâtre des Mazades de Toulouse en 1986, qu'elle publie l'année suivante sur une première cassette autoproduite intitulée Juliette, la chanteuse fait la connaissance de Leïla Cukierman, qui était à l'époque directrice du Théâtre d'Ivry. Celle-ci lui fait rencontrer la productrice Mysiane Alès qui va prendre en main sa carrière durant treize ans. C'est cette dernière qui produit ¿Qué tal?, son premier disque professionnel. L'album a été enregistré en public au théâtre d'Ivry et au TLP Déjazet à Paris. Faute de budget pour recruter des musiciens additionnels et de pouvoir disposer d'un arrangeur, l'interprète s'accompagne elle-même au piano.

## Caractéristiques artistiques

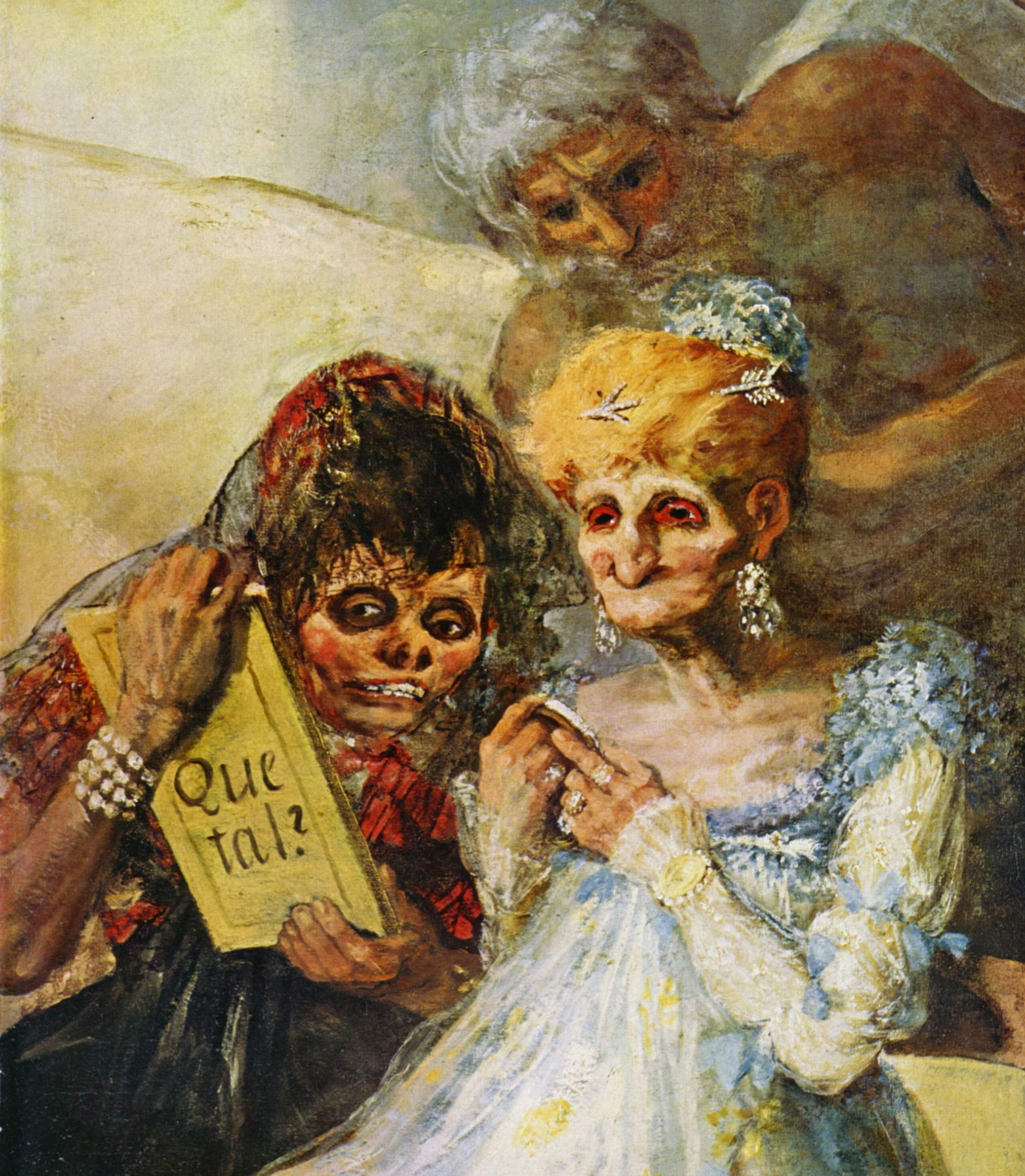
Détail du tableau Les Vieilles de Goya, dont l'inscription « Que tal ? » a donné son titre à l'album.

Dans ce récital, Juliette fait une reprise de Lames, un titre écrit par Pierre Philippe et Astor Piazzolla, et qui fut créé originellement par Jean Guidoni sur l'album Crime passionnel. Ce dernier fait partie des artistes qu'elle admire le plus,. On trouve aussi d'autres reprises comme Quand on vous aime comme ça, créée par Yvette Guilbert, qu'elle interprète en accentuant l'ironie de la chanson d'origine. Une autre reprise, Sentimental bourreau de Boby Lapointe, est chantée d'une façon délibérément exagérée dans un style « Grand-Guignol » qui en fait ressortir l'aspect comique.
L'humour est également présent sur une version parodique de L'Homme à la moto (créé par Édith Piaf en 1956) que Juliette transforme sous une forme de tango chanté avec un accent espagnol volontairement caricatural,,. Mais la chanteuse sait également interpréter des textes plus littéraires comme Le P'tit Non ou Minoiselle imaginés par le poète Norge qu'elle a mis en musique pour l'occasion,.
D'autres titres entièrement écrits par Juliette témoignent d'un désir d'écriture qui s'épanouira dans les décennies suivantes, comme l'inquiétant Poisons, l'orientalisant Abhu Newes ou Les Romanichels, d'inspiration plus folklorique. La chanson titre ¿Qué tal?,, co-signée avec Katryn Lingua, s'inspire du célèbre tableau Les Vieilles de Goya et évoque les nombreux morceaux de Jacques Brel qui abordent le thème de la vieillesse,,. Traitant d'une rupture amoureuse homosexuelle,, le mélancolique Sur l'oreiller, entièrement écrit et composé par Juliette, constitue son premier chef-d'œuvre, selon l'universitaire Jean Viau qui a beaucoup étudié son répertoire. La chanteuse reprendra d'ailleurs ce titre sur l'album suivant : Irrésistible, qui sortira en 1993.

## Parution et réception
Le disque ¿Qué tal? (depuis longtemps épuisé) a reçu de bonnes critiques à sa sortie, et a été réédité en CD en 2003 par Universal Music-Polydor,. Il figure parmi les albums que la journaliste Laura Marquez a choisi dans la discographie sélective de Juliette qu'elle présente dans la revue spécialisée FrancoFans.

## Fiche technique

### Liste des chansons
| No  | Titre                       | Paroles                                    | Musique                      | Durée |
| --- | --------------------------- | ------------------------------------------ | ---------------------------- | ----- |
| 1.  | Lames                       | Pierre Philippe                            | Astor Piazzolla              | 3:28  |
| 2.  | Le P'tit Non                | Norge                                      | Juliette Noureddine          | 2:21  |
| 3.  | présentation                |                                            |                              |       |
| 4.  | Quand on vous aime comme ça | Yvette Guilbert                            | Paul de Kock                 | 2:22  |
| 5.  | Sur l'oreiller              | Juliette Noureddine                        | Juliette Noureddine          | 4:26  |
| 6.  | Le Remords                  | Katryn Lingua                              | Juliette Noureddine          | 2:17  |
| 7.  | Minoiselle                  | Norge                                      | Juliette Noureddine          | 2:14  |
| 8.  | présentation                |                                            |                              |       |
| 9.  | Les Romanichels             | Juliette Noureddine                        | Juliette Noureddine          | 6:04  |
| 10. | Abhu Newes                  | Juliette Noureddine                        | Juliette Noureddine          | 4:56  |
| 11. | présentation                |                                            |                              |       |
| 12. | Poisons                     | Juliette Noureddine                        | Juliette Noureddine          | 2:44  |
| 13. | présentation                |                                            |                              |       |
| 14. | Sentimental Bourreau        | Boby Lapointe                              | Boby Lapointe                | 4:41  |
| 15. | présentation                |                                            |                              |       |
| 16. | ¿Qué tal?                   | Katryn Lingua - Juliette Noureddine        | Juliette Noureddine          | 4:06  |
| 17. | présentation                |                                            |                              |       |
| 18. | L'Homme à la moto           | Jerry Leiber et Mike Stoller / Jean Dréjac | Jerry Leiber et Mike Stoller | 3:03  |
| 19. | La Barcelone                | Katryn Lingua                              | Juliette Noureddine          | 6:26  |

### Crédits
| - Juliette Noureddine : chant, piano | - Juliette Noureddine : réalisation artistique - Philippe Olivier : réalisation artistique, enregistrement et mixage en direct - Carole Demarthon : photographie - Bernard Flageul : graphisme - Le Rideau Bouge (Mysiane Alès, Thalie Frugès) : production |